# Liste der Botschafter der Vereinigten Staaten in der Slowakei
Die Liste der Botschafter der Vereinigten Staaten in der Slowakei bietet einen Überblick über die Leiter der US-amerikanischen diplomatischen Vertretung in der Slowakei seit der Aufnahme diplomatischer Beziehungen.

## Botschafter
| Zeitraum      | Name                | Bemerkung                                 |
| ------------- | ------------------- | ----------------------------------------- |
| 1993 bis 1996 | Theodore E. Russell |                                           |
| 1996 bis 1999 | Ralph R. Johnson    |                                           |
| 2000 bis 2001 | Carl Spielvogel     |                                           |
| 2001 bis 2004 | Ronald Weiser       |                                           |
| 2005 bis 2007 | Rodolphe M. Vallee  |                                           |
| 2007 bis 2009 | Vincent Obsitnik    |                                           |
| 2010 bis 2015 | Theodore Sedgwick   |                                           |
| 2015 bis 2016 | Liam Wasley         |                                           |
| 2016 bis 2019 | Adam H. Sterling    |                                           |
| 2019 bis 2022 | Bridget A. Brink    | anschließend Botschafterin in der Ukraine |
| seit 2022     | Nicholas Namba      |                                           |